# مونیکا نارانخو
مونیکا نارانخو (به انگلیسی: Mónica Naranjo) با نام کامل مونیکا نارانخو کاراسکو (به انگلیسی: Mónica Naranjo Carrasco)(زاده ۲۳ مهٔ ۱۹۷۴) خواننده اسپانیایی است.